# Carlito Palmeira
Carlito Palmeira é um artista plástico e designer nascido no Brasil e naturalizado canadense.

## Biografia
Nascido em Ilhéus, Bahia, em 1944, viveu sua adolescênciana cidade natal. Concluiu o curso secundário e iniciou sua educação musical em Salvador. Mais tarde transferiu-se para São Paulo, onde, seguindo a tradição da família começou a atuar como músico; actividade esta que possibilitou a continuação de seus estudos, tendo-se graduado em Química.
Em 1968 emigrou para o Canadá, onde se naturalizou.  Lá continuou a trabalhar como Químico, e completou sua formação acadêmica.
Dedicou-se também à música tendo organizado e liderado a primeira orquestra brasileira no Canadá, em 1969 - a Tom Brazil, actualmente Rio Connection.
Ao aposentar-se, no ano 2000, saíu do Canadá e fixou residência no Brasil onde, inicialmente, trabalhou no desenvolvimento de intervenções plásticas de escala urbana e paisagística. Atualmente divide seu tempo entre São Paulo e Toronto.
Carlito Palmeira combina couro natural, metal, plástico, resinas sintéticas, madeira e fibra de vidro na maioria de seus projetos,  de artes plásticas, design de móveis ou objetos de decoração. Neles predominam linhas curvas e formas arredondadas.  São trabalhos executados em couro natural, com alternâncias de altos e baixos relevos; por vezes acentuados com cores vibrantes ou com detalhes em metais como cobre ou aço inox. 
Citando o próprio: "Sonho em ter uma peça exposta no Museu de Arte Moderna de Nova Yorque. Espero que o Grande Arquiteto do Universo me ajude a chegar lá"
- Participou da 3ª Bienal de Artes do Alto Tietê,[3] 3º Salão de Artes Plásticas de Suzano e do 2º Salão de Artes Plásticas de Poá.
- Nos Estados Unidos expôs no Graham Center Art Gallery da Universidade Internacional da Flórida.[4]
- No Canadá, alguns de seus trabalhos estiveram espostos na Galerie Christin em Toronto.